# Ерху
Ерху је кинески гудачки инструмент са две жице, другачије се назива јужна гусла, а у западном свету је познат као кинеска виолина или кинеска гусла са две жице. Користи се као солистички инструмент, као и у малим ансамблима и великим оркестрима. Најпопуларнији је у породици хукин традиционалних гудачких инструмената које користе различите етничке групе Кине. Користи се и у традиционалним и савременим музичким аранжманима, као што су поп, рок и џез.

## Историја
Ерху се први пут појавио у Кини за време династије Танг. Верује се да потиче од народа Кси који се налази на североистоку Кине. Током већег дела историје, ерху је углавном био народни инструмент који се користио у јужној Кини, док је сиху био префериран међу северним музичарима. Љу Тјанхуа је 1920. године увео ерху у Пекинг и од тада је постао најпопуларнији међу њима.